# Genista pilosa
Genista pilosa là một loài thực vật trong chi Genista.

## Hình ảnh

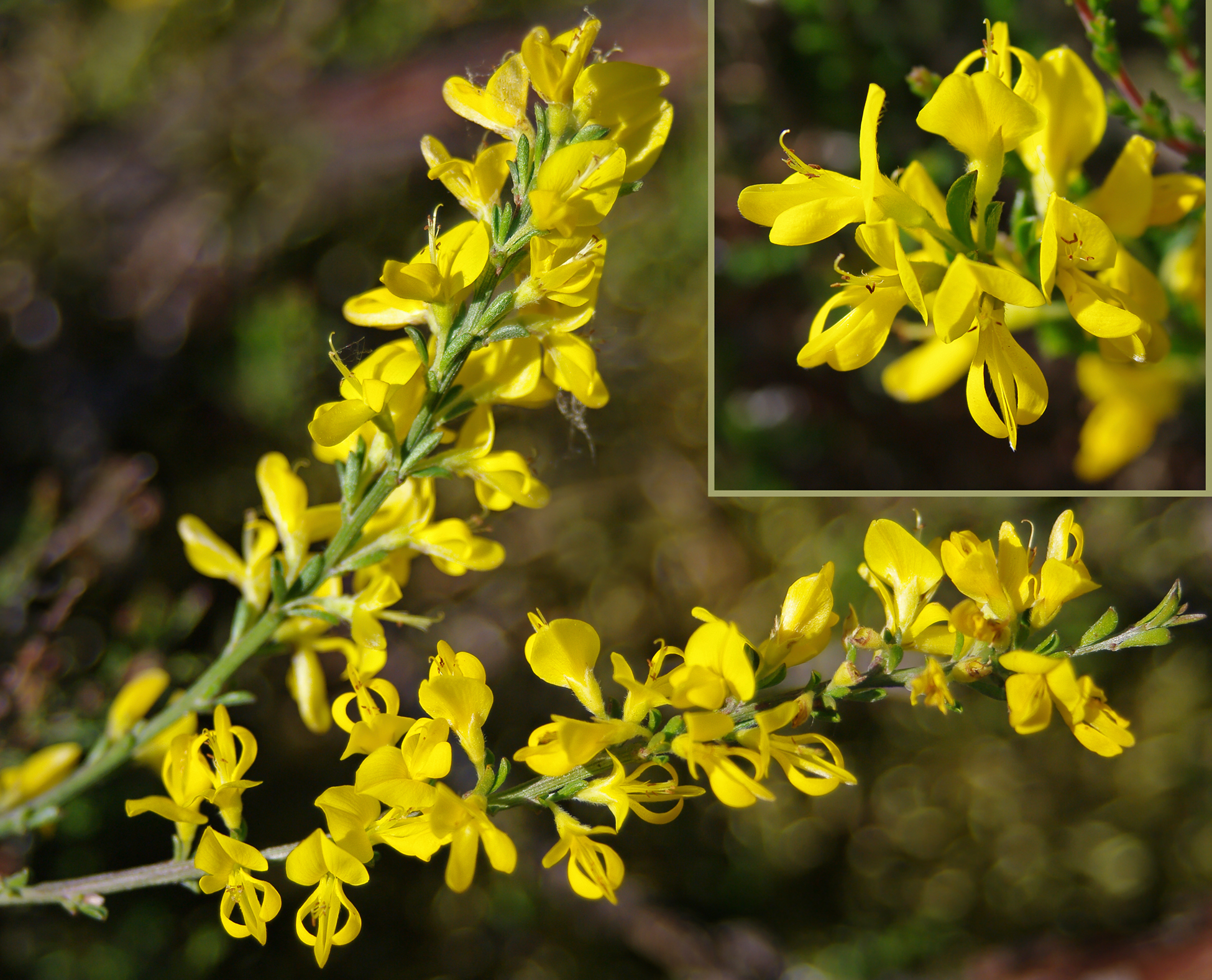
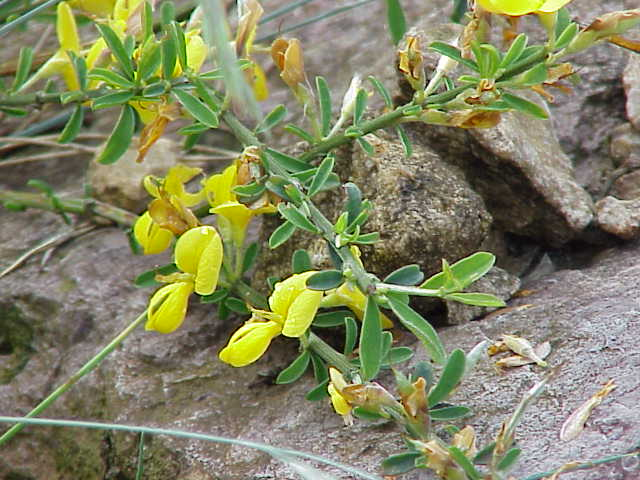
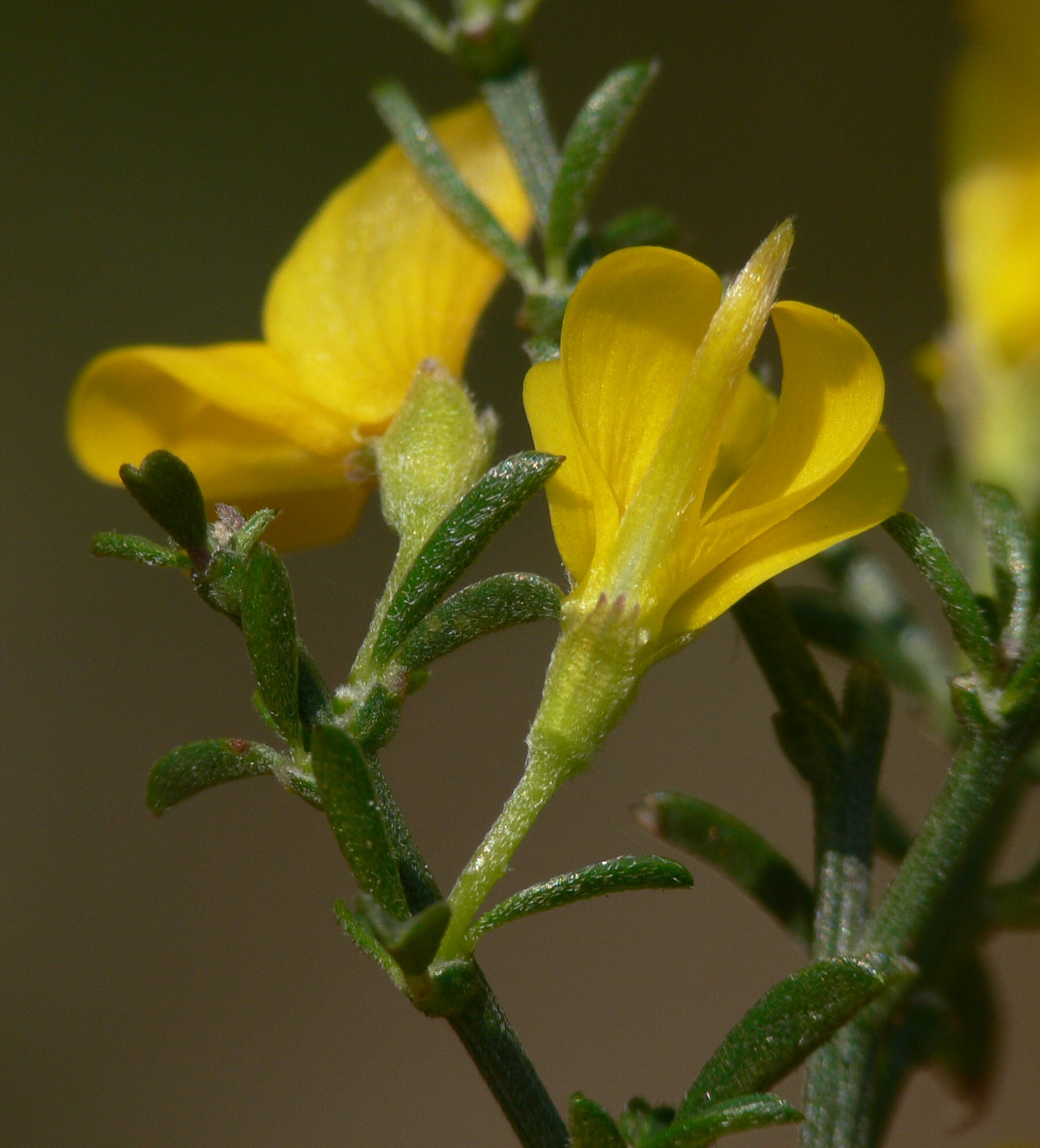
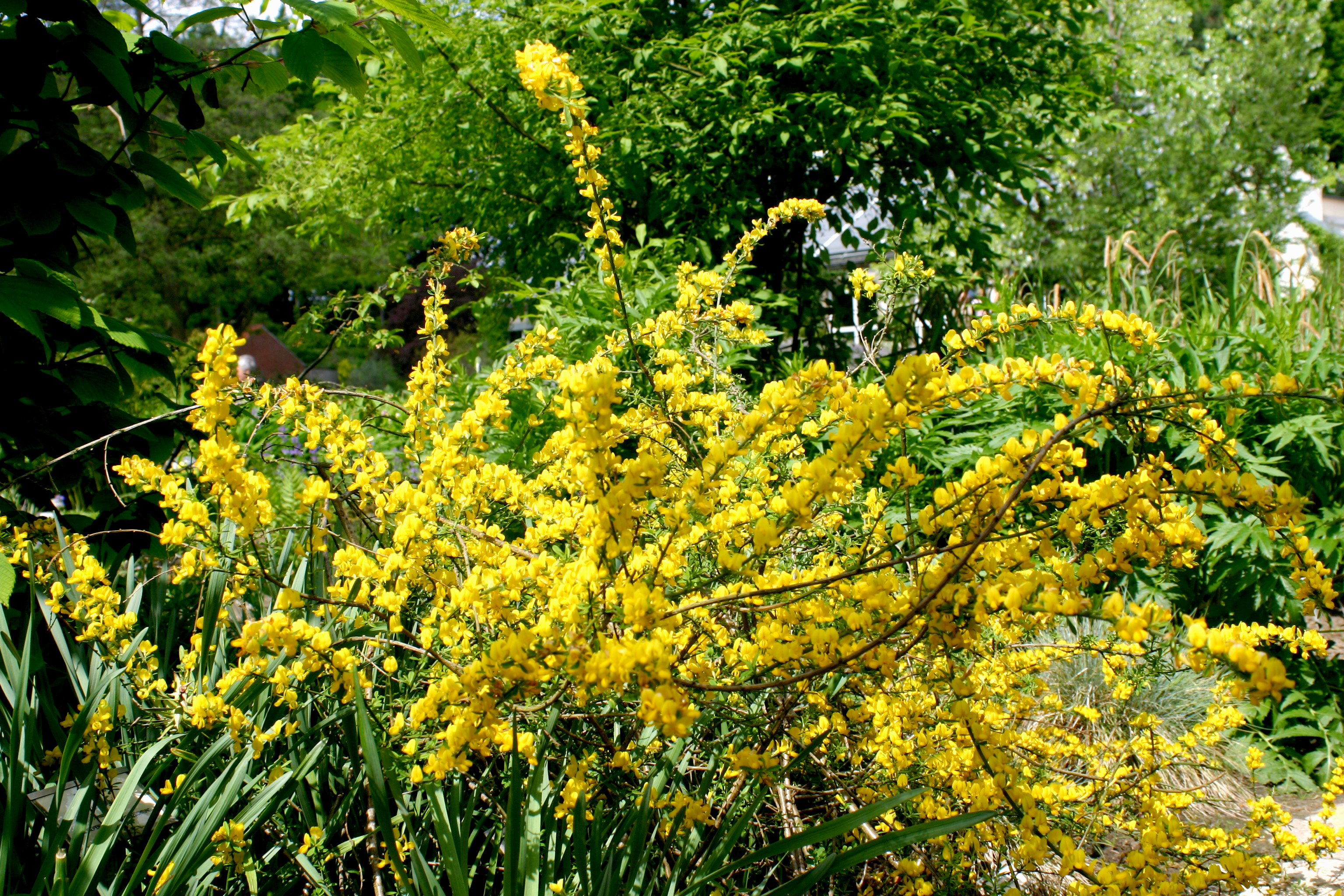